# Protección Civil de Murcia
Protección Civil de Murcia o también conocida como S.E.A.M.U.R. es el cuerpo de voluntarios encargado de prestar auxilio a la población y a los cuerpos de emergencias del Ayuntamiento de Murcia o de la Comunidad Autónoma en caso de necesidad. La agrupación se divide en unidades: Unidad de Intervención y Prevención en Emergencias (UIPE), Unidad de Comunicaciones (UCOM), Unidad Psicosocial (UPSE) y la Unidad Sanitaria (US).

## Historia
La Agrupación de Voluntarios de Protección Civil del Ayuntamiento de Murcia nace en el año 1989, ubicada en un bajo comercial frente a la actual sede del Servicio de Extinción de Incendios y Salvamento. Actualmente, sus instalaciones en la confluencia de la Avenida San Juan de la Cruz/Calle Vicente Aleixandre.

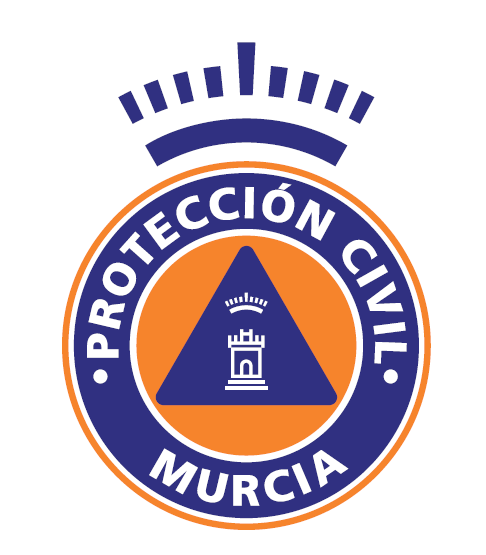
Escudo Oficial

## Unidades

### Unidad de Intervención y Prevención en Emergencias
Esta Unidad tiene como competencias principales las labores de prevención de emergencia en intervención en situaciones de necesidad colectiva.
Dadas las amplias competencias, la Unidad se divide en dos secciones operativas:

#### Sección de Cuerpo de Voluntarios
- Comprende las actividades encaminadas a la respuesta anticipada o preventiva en situaciones que, previsiblemente, están marcadas por un riesgo relevante. Los operativos son categorizados como Dispositivos de Riesgo Previsible DRP´s.

#### Sección de Intervención
- En la sección de intervención se desarrollaran todas las actividades derivadas de los diferentes campos de actuación que comprenda los grupos que en ella existen
  - Grupo de Búsquedas
    - La intervención de este grupo se desarrollará en zonas mayoritariamente rurales y forestales dentro del término municipal de murcia y como objetivos tendrá la localización, avistamiento, alerta e intervención ante la desaparición de una persona, prestando un primer auxilio si esta fuera encontrada con vida.

Vehículos sanitarios. VS2 (Ambulancia SVA) VIR1 (Vehículo de Intervención Rápida)

  - Grupo Inundaciones
    - La intervención de este grupo se desarrollará en zonas urbanas y rurales dentro del término municipal de murcia y como objetivos tendrá la localización, avistamiento, alerta e intervención ante cualquier indicio que pudiera conllevar el desarrollo o desencadenamiento de un incidente que pudiera traer peligro a la población, pudiendo realizar si le fuera posible y siempre con autorización, intervenciones de auxilio dentro de zonas inundadas.

  - Grupo Infomur
    - La intervención de este grupo se desarrollará en masa forestal dentro del término municipal de murcia y como objetivos tendrá la localización, avistamiento y alerta de cualquier indicio que pudiera conllevar el desarrollo o desencadenamiento de un incendio forestal pudiendo realizar si le fuera posible y siempre con autorización, intervenciones de control o extinción.

  - Grupo Soporte Técnico
    - La intervención de este grupo se desarrollará en zonas mayoritariamente urbanas, dentro del término municipal de murcia y como objetivos tendrá la rápida respuesta y eficacia del montaje y soporte técnico de las estructuras o infraestructuras que sean requeridas para cada caso y situación.

  - Grupo Respuesta Medioambiental
    - La intervención de este grupo se desarrollará en zonas urbanas y rurales mayoritariamente dentro del término municipal de murcia así como en catástrofes que pudieran ser requeridos por la posible peligrosidad en materia de salud pública que se pudiera ocasionar por los efectos de la muertes masivas de estos animales y la posible contaminación de los suministros hídricos de la población afectada así como en aquellos casos en los que las especies en peligro pudieran tener consideración y protección por ser especies autóctonas, de interés nacional/regional o estar en peligro de extinción, desarrollando su actividad con el fin de la protección animal y conservación del medio ambiente.

  - Grupo Meteomur
    - La intervención de este grupo se desarrollará en la sala del centro de coordinación municipal (CECOPAL) o en la estructura adaptada y adecuada para poder desarrollar con efectividad sus funciones y como objetivos tendrá la localización, seguimiento y alerta de cualquier indicio que pudiera conllevar el desarrollo o desencadenamiento de un fenómeno meteorológico adverso.

### Unidad Sanitaria
La Agrupación de Voluntarios de Protección Civil de Murcia, bajo la coordinación de los Servicios Municipales de Protección Civil, dedica sus actividades a desarrollar programas de actuación en diversos campos. Uno de ellos es el campo sanitario, el cual tiene el objetivo de brindar una asistencia sanitaria de calidad a los ciudadanos de Murcia.
La agrupación presenta una unidad sanitaria encargada de velar por la promoción de salud de los ciudadanos, la atención de urgencias, emergencias y catástrofes a la vez que un nexo de apoyo y unión entre la administración pública en materia de sanidad y el Excelentísimo Ayuntamiento de la Ciudad de Murcia.
El equipo de la Unidad Sanitaria de Protección Civil de Murcia está formado por profesionales multidisciplinares, adecuadamente organizado, equipado y cualificado en materia de primeros auxilios y asistencia sanitaria.
Actualmente el grupo está coordinado por un DUE colegiado y en ejercicio profesional.
Misión
Ser una institución comprometida con la profesionalización de su personal y la capacitación de los sectores de carácter público, privado y social en materia de protección civil. El principal propósito de la Unidad Sanitaria es brindar al ciudadano un servicio eficiente y eficaz en cualquier situación de riesgo, emergencia, desastre o siniestro. En general, su misión radica en asistir y atender, de forma voluntaria y altruista y en la medida de sus competencias y conocimientos, a todas las incidencias sanitarias que surjan en el desarrollo de la actividad preventiva o en caso de urgencias/emergencias.
Visión
Se pretende consolidar la unidad como un sector sanitario indispensable dentro del Sistema Regional de Emergencias, promoviendo la mejora continuada del servicio que se presta a través de la calidad y la excelencia. Si bien, mediante acciones de participación social, autoprotección, prevención y control de riesgos se busca permitir que los ciudadanos de Murcia estén preparados para reducir la siniestralidad, afrontar la ocurrencia de emergencias y urgencias a la ver que reducir la vulnerabilidad.  
Valores
1. Unidad para hacer de la diversidad nuestra fuerza en la transformación de la atención sanitaria. 
2. Transparencia garantizando a la ciudadanía el acceso de la información gubernamental y la rendición de cuentas.
3. Calidad humana siendo sensible y participe en la solución de problemas.
4. Cooperación con otros organismos públicos y privados.
5. Disciplina desempeñando el trabajo de forma sistemática y ordenada.
6. Eficiencia para alcanzar resultados oportunos y justos a la población alcanzando resultados oportunos a las justas demandas de la sociedad.
7. Equidad para brindar a todas las oportunidades de desarrollo, sin distinción alguna.
8. I+D+I como instrumento básico en la política institucional.
9. Profesionalidad mediante la preparación académica interna y externa a la institución para realizar un trabajo de calidad.                                      
10. Respeto a los valores esenciales de todas las personas.
11. Respeto con el desarrollo sostenible, cuidado y mantenimiento del medio ambiente.
12. Sensibilidad para escuchar, entender, atender y resolver las demandas de los compañeros y ciudadanos.
13. Trabajo en equipo.
14. Universalidad.
Dentro de la Unidad Sanitaria se pueden distinguir dos grandes actividades a realizar:
Dispositivos de Riesgos Previsibles (DPR): Estructura multidisciplinar sanitaria que garantiza la asistencia individual y las emergencias colectivas que tengan la probabilidad de ocurrir en los eventos multitudinarios previamente planificados. Con el objetivo por parte del responsable o autor del evento de garantizar una asistencia sanitaria y unas medidas de autoprotección adecuadas, la Unidad Sanitaria establece, planifica y diseña un plan individualizado ante los posibles riesgos que puedan acontecerse, dotando con recursos tanto humanos como materiales que permitan garantizar una atención adecuada en cada situación.
Atención de Emergencias Sanitarias (AES): Asistencia sanitaria mediante diferentes recursos materiales y humanos para la atención de urgencias y emergencias sanitarias. La asistencia puede ser diferenciada en SVB (Soporte Vital Básico) donde se practican unos cuidados primarios, básicos y secuenciales para el mantenimiento o restablecimiento de la vida hasta que sea posible contar con una asistencia medica completa. Por el contrario, la asistencia puede ser SVA (Soporte Vital Avanzado) en cual se practica un soporte de forma avanzada, mediante la atención de profesionales de la salud (enfermeros y médicos). En la actualidad, la Unidad Sanitaria de Protección Civil de la Ciudad de Murcia brinda esta actividad durante los fines de semana durante todo el año.Siendo realizada su primera guardia el 9 de Junio del 2007.
Dentro de los campos de actuación podríamos destacar:
•	Accidentes de tráfico
•	Atención de urgencias en la vía pública
•	Atención de urgencias en domicilio
•	Servicios preventivos de eventos culturales y deportivos
•	Gestión y coordinación sanitaria durante festejos de la Región.
•	Colaboración con los diferentes cuerpos de seguridad del estado, así como con la gerencia de Emergencias y Urgencias del 061-Murcia.
La Unidad Sanitaria cuenta con un equipo multidisciplinar que operan en conjunto abocados a resolver un problema, es decir, con un objetivo en común. Dicho equipo puede estar formado por:
- Técnicos en Emergencias Sanitarias (TES).
- Graduados/Diplomados en Enfermería (GUE/DUE).
- Graduados en Medicina (GUM).
- Técnicos en Transporte Sanitario (TTS).
- Técnicos Auxiliares en Cuidados de Enfermería.
- Socorristas Terrestres (ST).

## Jerarquía

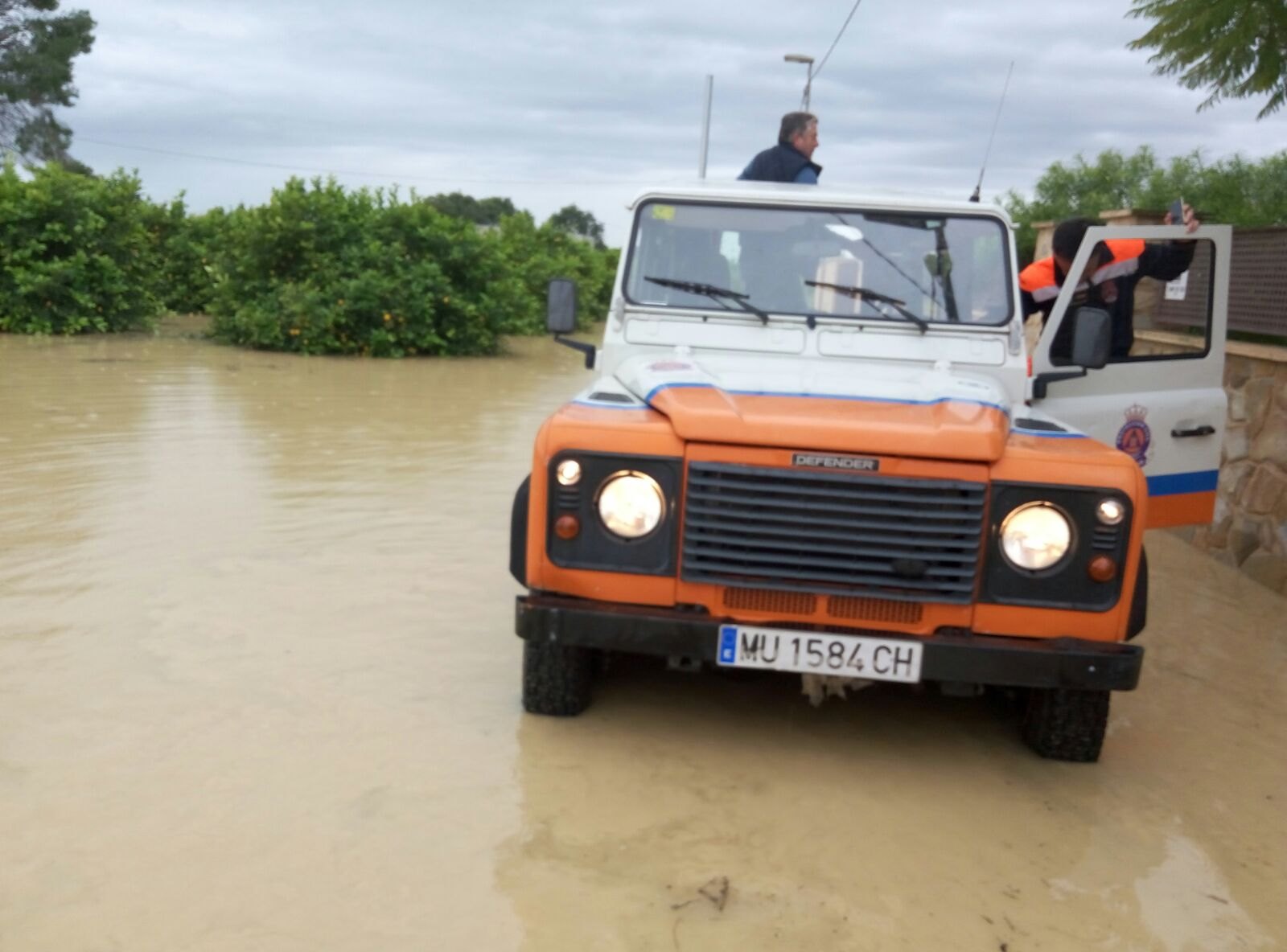
Defender. Vehículo 4x4 utilizado para intervenciones.

### Jerarquía Actual de la Agrupación de Protección Civil (Desde Mayo de 2021)

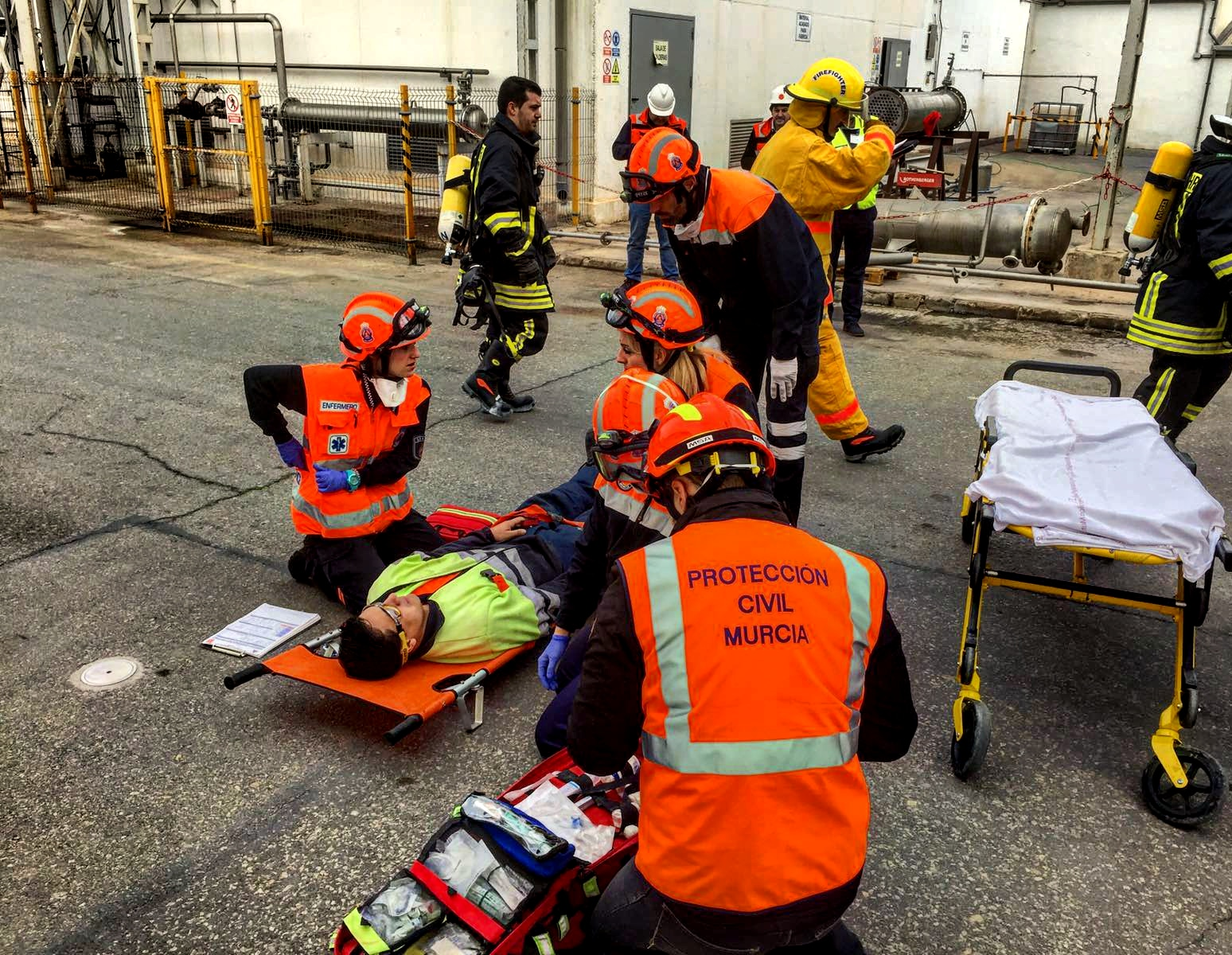
Intervención sanitaria.

| Cargo                                                         | Nombre                           |
| ------------------------------------------------------------- | -------------------------------- |
| Coordinador General                                           | Ismael Yahvé Ruiz Escudero       |
| Secretario                                                    | Alejandro Pérez Sepúlveda        |
| Jefe de Transmisiones                                         | Rubén Almagro Nicolás            |
| Jefe de la Unidad Sanitaria                                   | Sara Pereira Marto               |
| Jefe de la Unidad de Intervención y Prevención en Emergencias | Juan Francisco Fernández Abellán |
| Jede de la Unidad Psicosocial                                 | Adrián Rodríguez Cerezo          |
| Jefe de la Unidad de Formación                                | Alejandro Pérez Sepúlveda        |

### Histórico de Coordinadores
- Jesús Herrera.
- Miguel Ángel López.
- Lucía López.
- Daniel Carcelén.
- Cruz Cánovas.
- Francisco Luis Ortega.
- Carmen Mateo Hernández

- Datos: Q56377547